# Kanton Capendu
Der Kanton Capendu war bis 2015 ein französischer Wahlkreis im Département Aude und in der Region Languedoc-Roussillon. Er umfasste 18 Gemeinden im Arrondissement Carcassonne; sein Hauptort (frz.: chef-lieu) war Capendu. Die landesweiten Änderungen in der Zusammensetzung der Kantone brachten im März 2015 seine Auflösung.
Der Kanton war 171,08 km² groß und hatte zuletzt 13.637 Einwohner (Stand 2012).

## Gemeinden
| Gemeinde              | Einwohner (Stand: 2022) | Code postal | Code Insee |
| --------------------- | ----------------------- | ----------- | ---------- |
| Badens                | 729                     | 11800       | 11023      |
| Barbaira              | 787                     | 11800       | 11027      |
| Blomac                | 254                     | 11700       | 11042      |
| Bouilhonnac           | 222                     | 11800       | 11043      |
| Capendu               | 1461                    | 11700       | 11068      |
| Comigne               | 329                     | 11700       | 11095      |
| Douzens               | 780                     | 11700       | 11122      |
| Floure                | 427                     | 11800       | 11146      |
| Fontiès-d’Aude        | 555                     | 11800       | 11151      |
| Marseillette          | 706                     | 11800       | 11220      |
| Montirat              | 67                      | 11800       | 11248      |
| Monze                 | 243                     | 11800       | 11257      |
| Moux                  | 715                     | 11700       | 11261      |
| Roquecourbe-Minervois | 140                     | 11700       | 11318      |
| Rustiques             | 515                     | 11800       | 11330      |
| Saint-Couat-d’Aude    | 366                     | 11700       | 11337      |
| Trèbes                | 5386                    | 11800       | 11397      |
| Villedubert           | 340                     | 11800       | 11422      |

## Bevölkerungsentwicklung
| 1962 | 1968 | 1975   | 1982   | 1990   | 1999   | 2006   | 2012   |
| ---- | ---- | ------ | ------ | ------ | ------ | ------ | ------ |
| 8819 | 9958 | 10.060 | 11.699 | 12.009 | 12.385 | 13.342 | 13.637 |